# Meridiano 110 E
O meridiano 110 E é um meridiano que, partindo do Polo Norte, atravessa o Oceano Ártico, Ásia, Oceano Índico, Oceano Antártico, Antártida e chega ao Polo Sul. Forma um círculo máximo com o Meridiano 70 W.
Começando no Polo Norte, o meridiano 110º Este tem os seguintes cruzamentos:
| País, território ou mar | Notas |
| ----------------------- | --- |
| Oceano Ártico           | |
| Mar de Laptev           | |
| Rússia                  | Krai de Krasnoyarsk - Península de Taymyr                                                                       |
| Golfo de Khatanga       | |
| Rússia                  | Krai de Krasnoyarsk                                                                                             |
| Golfo de Khatanga       | |
| Rússia                  | Krai de Krasnoyarsk Iacútia Oblast de Irkutsk Iacútia Oblast de Irkutsk Buriácia Krai de Zabaykalsky            |
| Mongólia                | |
| China                   | Mongólia Interior – passa a leste de Baotou Shaanxi Hubei Shaanxi Hubei Chongqing Hubei Hunan Guangxi Guangdong |
| Mar da China Meridional | Estreito de Qiongzhou                                                                                           |
| China                   | Ilha de Hainan                                                                                                  |
| Mar da China Meridional | |
| Malásia                 | Sarawak, na ilha de Bornéu                                                                                      |
| Indonésia               | Kalimantan Ocidental, na ilha de Bornéu                                                                         |
| Mar da China Meridional | |
| Mar de Java             | |
| Indonésia               | Ilha de Java |
| Oceano Índico           | |
| Oceano Antártico        | |
| Antártida               | Território Antártico Australiano, reclamado pela Austrália                                                      |